# الودا
الودا (به لاتین: Aloda) یک منطقهٔ مسکونی در قبرس است که در ناحیه فاماگوستا واقع شده‌است.